# چرنگنچین پودوخوونه

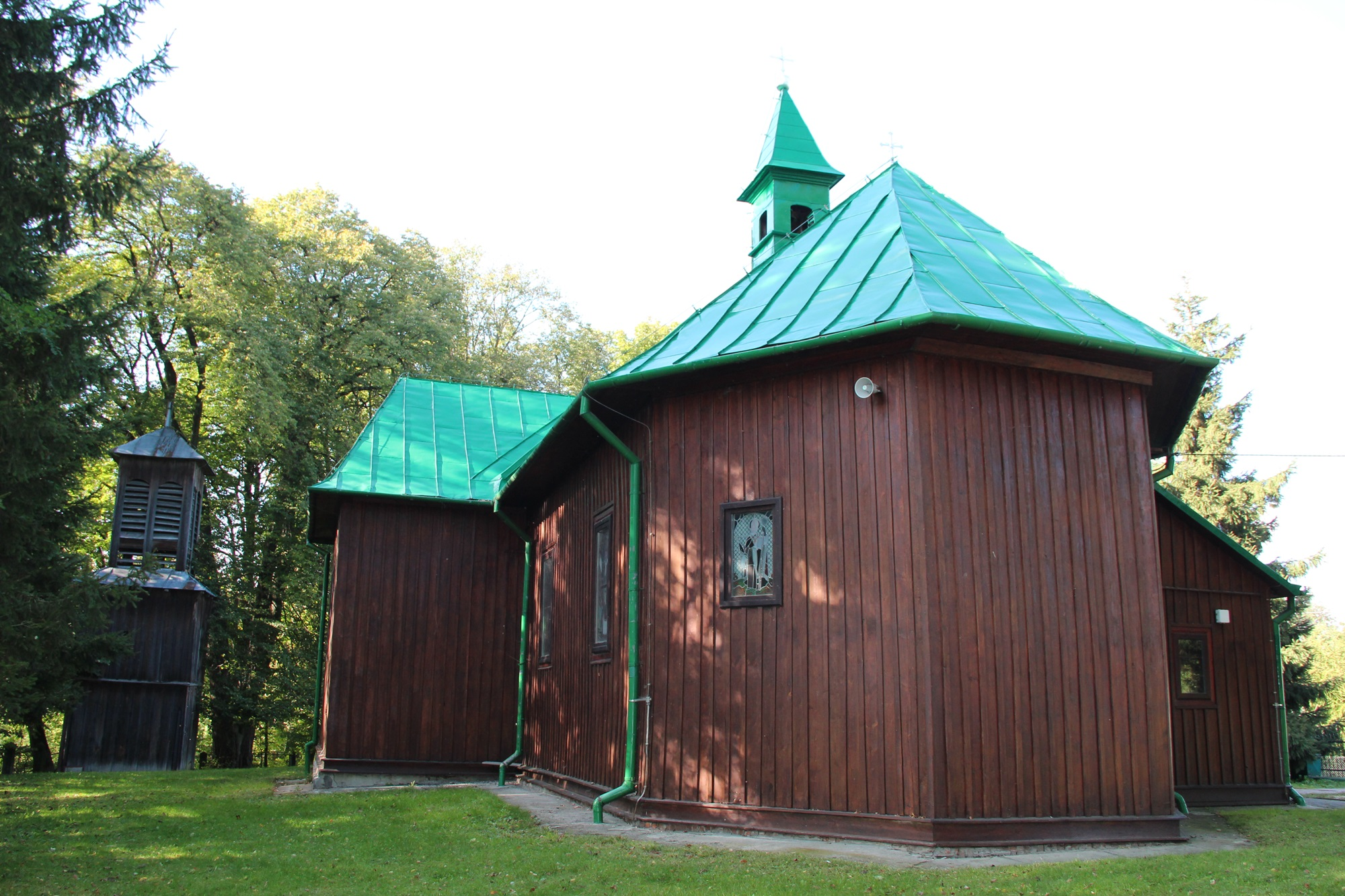
منطقه مسکونی در لهستان

چرنگنچین پودوخوونه (به لهستانی:  Czernięcin Poduchowny) یک روستا در لهستان است که در گمینا توروبین واقع شده‌است. چرنگنچین پودوخوونه ۳۲۷ نفر جمعیت دارد.